# Apache Junction
Apache Junction är en stad i den amerikanska delstaten Arizona med en yta av 88,7 km² och en befolkning, som uppgår till cirka 32 000 invånare (2000). Av befolkningen är cirka 9 procent av latinamerikansk härkomst.
Staden är belägen i den centrala delen av delstaten cirka 50 km öster om huvudstaden Phoenix